# Ninetology
Ninetology (жарг. «Девятология», стилизованно ninetolo9y) — бывшая малайская компания-производитель смартфонов, основанная в 2012 году, второй национальный бренд сотовых телефонов после M.Mobile. Специализировалась главным образом на продукции бюджетного и среднего сегмента, однако имела в своём ассортименте продвинутые устройства и даже выпустила первый в стране 4G-смартфон. В 2015 году после рыночной неудачи компания была куплена Avaxx, ребрендирована, но вскоре прекратила существование.

## История
В апреле 2012 года Шон Ын, Марко Бех и Шиан Хви Чен основали компанию Ninetology. Бренд активно продвигался на малайзийском рынке, а руководство заявляло об инвестиционных планах на 5-10 лет развития. Товарную линейку составляли смартфоны бюджетного и среднего ценового сегмента и планшеты. В августе того же года заявлялось, что Ninetology имеет сеть из 2400 дилеров и 32 сервисных центров в Малайзии и имеет планы по выходу на рынки других стран Юго-Восточной Азии.
Летом 2013 года компания запустила серию смартфонов верхнего сегмента под общим названием U9, для которой даже был создан отдельный логотип. Первоначально в неё вошли 3 устройства, все — оснащённые четырёхъядерным процессором MediaTek MT6589 и HD-экраном. В 2014 году в рамках этой серии был выпущен Ninetology U9Z1T — первый в стране 4G-смартфон.
30 августа 2013 года в крупнейшем в стране торговом центре электроники Plaza Low Yat открылся флагманский магазин Девятологии. А в сентябре компания вышла на внешний рынок — продажи её смартфонов начались в Индонезии. По итогам 2013 года Ninetology стала одним из популярнейших брендов смартфонов у себя на родине с долей рынка в 12 % и выручкой в 180 млн рингит. К марту 2014 года она отчиталась о миллионе проданных смартфонов.
Тем не менее к концу 2014 года компания стала испытывать трудности, связанные с активизацией китайских глобальных брендов на малайском рынке и падением продаж смартфонов Ninetology до 10-20 тысяч штук в квартал. В сентябре подали в отставку все три её основателя — генеральный директор Шон Ын, операционный директор Марко Бех и финансовый директор Шиан Хви Чен. Около 100 сотрудников (по оценкам экспертов, общая их численность составляла порядка 150—200) были оптимизированы, кроме того, компания прекратила выплаты поставщикам и партнёрам. Планы по выпуску двух моделей смартфонов, включая устройство на Windows Phone 8, были пересмотрены. Предполагалось, что Ninetology перейдёт под контроль местной компании CSL Manufacturing, которая незадолго до этого вышла из партнёрства Spice-CSL. Этого не произошло, и в начале 2015 года её поглотил Avaxx (малайзийский дистрибьютор Nokia). Был обновлён дизайн-код бренда и разработан новый логотип, свёрнуты поставки устройств средне-высокого сегмента, выпущен ряд бюджетных устройств — 9 смартфонов и 2 кнопочных телефона. Однако рыночное положение бренда осталось неудовлетворительным, и в 2016 году он был окончательно свёрнут.

## Маркетинг и продвижение

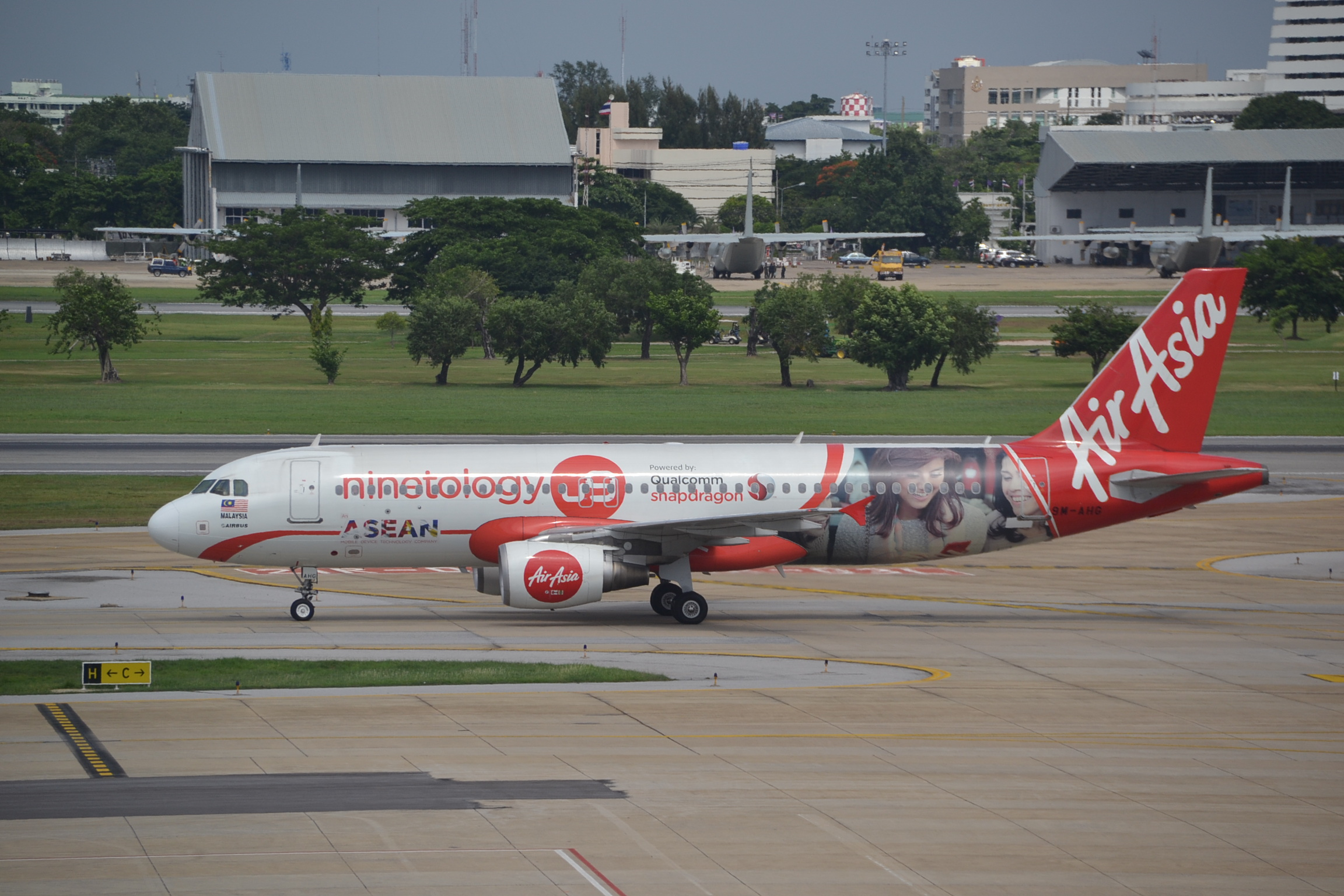
Самолёт Air Asia в ливрее Девятологии. Аэропорт Бангкока

Для продвижения бренда Ninetology активно использовала амбассадоров — локальных знаменитостей, рекламировавших её смартфоны, а также проводила мероприятия для журналистов.
В марте 2014 года, планируя выйти на рынки стран ЮВА, Ninetology запустила совместную рекламную кампанию с Air Asia, в рамках которой один из самолётов Airbus A320, эксплуатируемый на международных линиях этого региона, был брендирован в ливрею с рекламой серии смартфонов Ninetology U9.

## Продукция

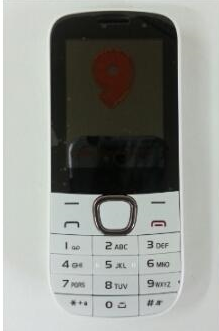
Кнопочный телефон Ninetology Vox

В 2012—2014 годах некоторые смартфоны выпускались компанией Tinno по ODM-контракту и потому имеют большое количество клонов от локальных брендов. Например, Ninetology Black Pearl II (Tinno S8073, в России известен как Fly IQ442 Miracle).
Были выпущены 3 планшета — Outlook, Outlook Pearl и Outlook Express. Также с ноября 2012 года выпускался кнопочный телефон Ninetology Vox, часть средств от продажи которого была направлена в благотворительный фонд Yayasan Maha Karuna в рамках инициативы VOX G.O.L.D.
В 2015 году выпущены 9 смартфонов (P1, P2, P3, C1, C3, C5, V3, V4, V5), а также 2 кнопочных телефона (F1 и M1).